# ناصر عبد الله
ناصر عبد الله (بالفرنسية: Nacer Abdellah)‏ مواليد 3 مارس 1966 بسيدي سليمان في المغرب، هو لاعب كرة قدم مغربي دولي سابق كان يلعب كمدافع. وقد قضى معظم حياته المهنية في بلجيكا سبق له أن لعب في كأس العالم 1994 مع منتخب بلاده في الولايات المتحدة وقد تقاعد اللاعب سنة 2003.

## المسيرة الاحترافية

### أندية لعب لها
- كيه في ميخيلين
- سيركل بروج
- كونينكليجك سبورتفرينغنغ فاريغيم
- دين بوستش
- نادي الكوكب المراكشي

## روابط خارجية
- ناصر عبد الله على موقع الاتحاد الدولي (مؤرشف)  (الإنجليزية)
- ناصر عبد الله على موقع قاعدة بيانات كرة القدم.إي يو (الإنجليزية)
- ناصر عبد الله على موقع ناشيونال فوتبول تيمز (الإنجليزية)